# Eriopyga lobata
Eriopyga lobata là một loài bướm đêm trong họ Noctuidae.